# Wypalanki (powiat obornicki)
Wypalanki – osada leśna w Polsce położona w województwie wielkopolskim, w powiecie obornickim, w gminie Oborniki.
W latach 1975–1998 miejscowość administracyjnie należała do województwa poznańskiego.
Nazwa osady świadczy o tym, że teren pod wieś uzyskano poprzez wypalanie lasów. Przy leśniczówce rosną dęby o obwodach około 400 cm. W Wypalankach urodził się Ludwik Władysław Rzepecki (1832–1894), nauczyciel, publicysta i redaktor.